# Ovidiu Bibire
Ovidiu Bibire, pseudonim literar Ovidiu Genaru (n. 10 noiembrie 1934, Bacău) este un poet și fost deputat român în legislatura 1992-1996, ales în județul Bacău pe listele PDSR. În cadrul activității sale parlamentare, Bibire a fost membru în grupurile parlamentare de prietenie cu Italia și Brazilia.

## Biografie
Ovidiu Bibire s-a născut la 1934 la Bacău, fiul lui Constantin și Maria Bibire. După terminarea liceului în Bacău, urmează Institutul de Cultură  Fizică din București, din 1953 până în 1957. După absolvirea institutului, lucrează ca profesor de gimnastică la Școala Sportivă din Bacău, 1957-1966. A fost încadrat ca redactor la revista Ateneu1966-1974 , profesor la Institutul pedagogic, 1974-1980, muzeograf la Casa memorială George Bacovia din Bacău, 1980-1998.
Debutează în revista Luceafărul, în 1964. În anul 1966, îi apare primul volumul de versuri Un șir de zile, în colecția „Luceafărul” a editurii Editura pentru Literatură. 

## Activitate literară

### Opere
- Un șir de zile,1966
- Nuduri, 1967
- Tara lui π, 1969
- Week-end în oraș,  1969
- Patimile după Bacovia, 1972
- Bucolice, 1973
- Elegii, 1974
- Goana după fericire 1974
- Fidelitate, 1977
- Madona cu lacrimi, 1977
- Iluzia cea mare, 1979
- Cafeneaua subiectelor, 1980
- Poeme rapide, 1983
- Flori de câmp,1984
- Am mai vorbit despre asta, Iași, 1986
- Sperietoarea, 1992
- Diverse cereri în căsătorie,  1994
- Proces-verbal al unei crime, 1998
- Orient, pardon!, 1999

### Traduceri
- Vladimir Holan, Noapte cu Hamlet, 1974 (în colaborare cu Dragoș Șesan).